# Industrie- und Handelskammer Ostthüringen zu Gera
Die Industrie- und Handelskammer Ostthüringen zu Gera ist eine der 79 Industrie- und Handelskammern in Deutschland. Ihr Bezirk umfasst die Städte Gera und Jena sowie die Landkreise Altenburger Land, Greiz, Saale-Holzland-Kreis, Saale-Orla-Kreis und Saalfeld-Rudolstadt.

## Geschichte

### Monarchie
Im September 1849 gründete sich eine  „Kaufmannschaft zu Gera“ als Zusammenschluss von 60 Kaufleuten und Fabrikanten aus Gera (einschließlich der Vororte Untermhaus und Cuba), die ab Oktober 1849 „Handelskammer zu Gera“ hieß und einen siebenköpfigen Vorstand erhielt. Mit Veröffentlichung im Amtsblatt erhielt die Handelskammer am 14. November 1849 die landesherrliche Bestätigung durch Fürst Heinrich LXII. Reuß, wodurch dieses Datum als das offizielle Gründungsdatum der Geraer Handelskammer gilt. 1861 gehört die Geraer Handelskammer zu den Gründungsmitgliedern des Allgemeinen Deutschen Handelstages in Nürnberg. Zum 1. Januar 1862 wurde die „Bauer‘sche Stiftung“ als Unterstützungs- und Sterbekasse für Kammermitglieder und deren Angehörige gegründet.
Bis 1887 hatte die Kammer ihren Sitz am Kornmarkt, dann in angemieteten Räumen des Hotels Schwarzer Bär in der Schloßstraße, ab 1901 in der Burggasse 7. Auf Grundlage eines entsprechenden Landesgesetzes vom 7. August 1899 wurde die Handelskammer zu Gera zum 1. Januar 1900 in eine Körperschaft des öffentlichen Rechts umgewandelt.
1888 wurde unter dem Dach der Handelskammer die Marie-Bauer-Asyl-Stiftung gegründet, die hilfsbedürftige Angehörige des Unternehmerstandes unterstützen sollte und  nach weiteren Spenden 1892 und 1899 in Weißflog-Bauer-Stiftung umbenannt wurde. Am 6. August 1900 eröffnete die Handelskammer ein Asylhaus in der Nicolaistraße 2.

### Weimarer Republik und NS-Zeit

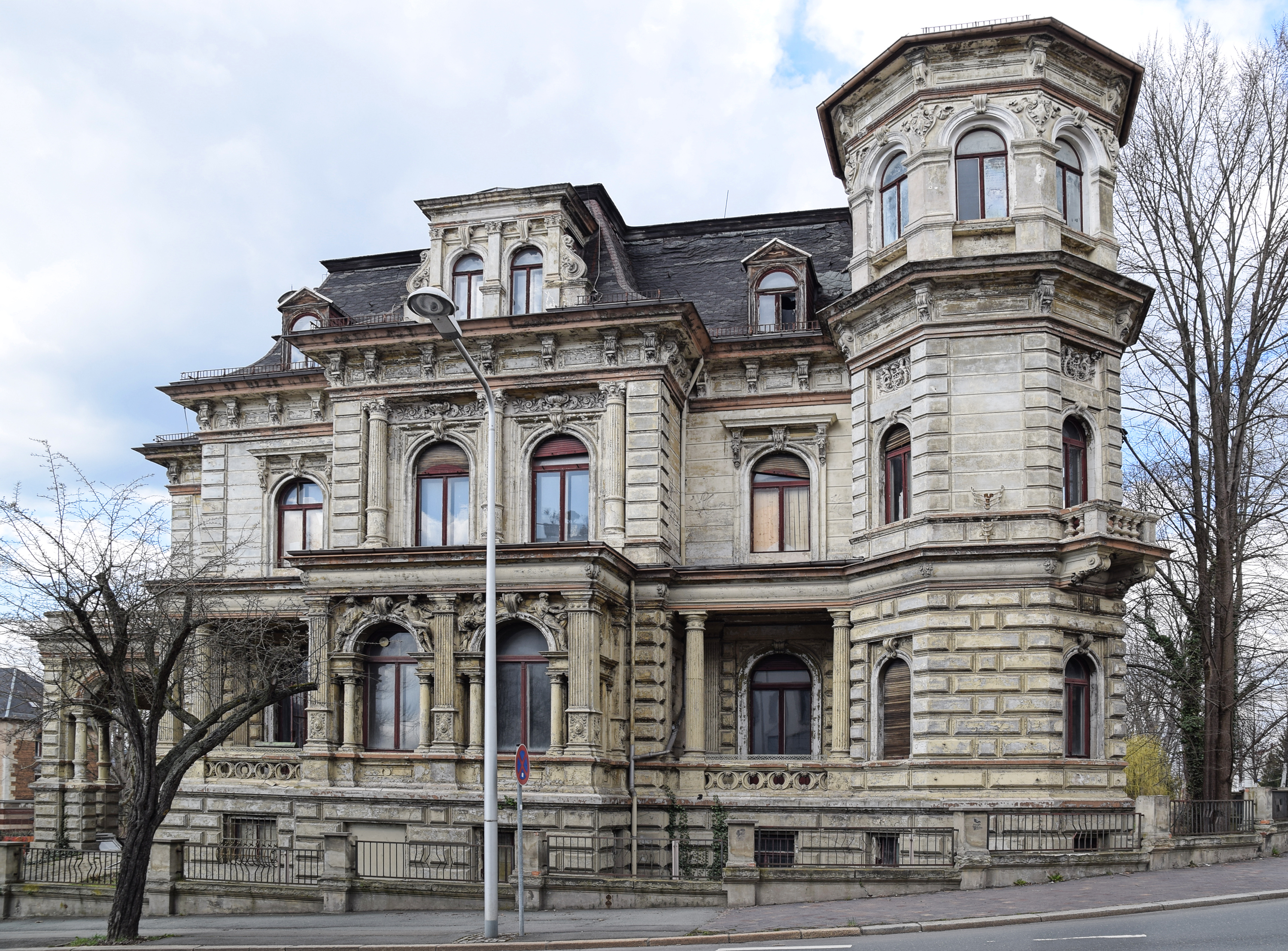
Villa Meyer, von 1927 bis 1951 Sitz der IHK in Gera (Aufnahme von 2015)

Nach Gründung des Landes Thüringen im Jahre 1920 verabschiedete der Landtag am 10. Februar 1923 ein „Gesetz über die Industrie- und Handelskammern“ und schuf damit drei zentrale Handelskammern für Thüringen. Für Ostthüringen sollte dabei die „Ostthüringische IHK in Gera“ zuständig sein, die sich am 4. Juli 1923 im Geraer Rathaussaal konstituierte. Die IHK erwarb 1926 die Villa Meyer in der Adelheidstraße 9 (heute Clara-Zetkin-Straße) und eröffnete dort am 6. September 1927 ihre Hauptgeschäftsstelle.
In der Zeit des Nationalsozialismus wurden die Handelskammern ab 1933 gleichgeschaltet und der bisherige gewählte Vorstand durch einen Beirat ersetzt, der ebenso wie der Präsident von der Regierung ernannt wurde. Ab 1934 war die Ostthüringer IHK offiziell der Aufsicht des Reichswirtschaftsministers unterstellt. Während des Zweiten Weltkrieges wurden gemäß Erlass vom 20. April 1942 die regionalen Kammern aufgelöst und bis 1944 in Zweigstellen einer „Gauwirtschaftskammer Thüringen“ umgewandelt.

### DDR
Nach Kriegsende wurde per Landesgesetz vom 2. Mai 1946 eine „Industrie- und Handelskammer Thüringen“ mit Sitz in Weimar wiedergegründet, die unter anderem eine Hauptgeschäftsstelle in Gera unterhielt. Die IHK war an der Sequestrierung (ersatzlosen Enteignung) von Industriebetrieben beteiligt; durch den SMAD-Befehl Nr. 64 vom 17. April 1948 wurde ein Großteil der seit 1946 enteigneten Betriebe endgültig in Volkseigentum überführt. Volkseigene Betriebe fielen ab 1. April 1949 nicht mehr in den Zuständigkeitsbereich der IHK; das Lehrlingsprüfungswesen wurde zu diesem Datum von der IHK in die Verantwortung des Ministeriums für Arbeit und Sozialwesen überführt.
Der Auflösung der Länder in der DDR im Juli 1952 folgte zum 31. März 1953 auch die offizielle Auflösung der IHK Thüringen. Zum 1. August 1953 wurde eine zentrale Industrie- und Handelskammer der DDR mit einer Bezirksdirektion in Gera ins Leben gerufen, jedoch bereits am 22. August 1958 wieder aufgelöst; fortan existierte in jedem DDR-Bezirk eine IHK, so auch in Gera. Nachdem die IHK 1951 die Villa Meyer räumen musste, war ihr Sitz in Gera ab 1. Oktober 1953 die Dimitroffallee 4 (heute Küchengartenallee), ab 1956 die Feuerbachstraße 9. Die IHK war dem Rat des Bezirkes rechenschaftspflichtig, ihre Direktoren wurden durch den Vorsitzenden der Wirtschaftsräte der jeweiligen Bezirke ernannt. Im Präsidium der IHK Gera stellte gemäß Vereinbarung bei der Neuorganisation von 1958 stets die SED den Vorsitzenden und die CDU dessen Stellvertreter. 1972 gab es die letzte große Verstaatlichungswelle privater Industriebetriebe. Die Untergliederung der IHK des Bezirkes Gera in Kreisgeschäftsstellen wurde zum 1. Januar 1973 aufgehoben, nachdem die Kreisgeschäftsstelle Eisenberg schon 1969 wegen Mitgliedermangels aufgelöst worden war; nun bestanden im Bezirk nur noch die Außenstellen Gera-Stadt, Gera-Land, Greiz und Rudolstadt. Zum 1. Juli 1983 wurden die Industrie- und Handelskammern in der DDR in „Handels- und Gewerbekammern“ (HGK) umbenannt.
Durch die politischen Wende in der DDR wurde wieder die Gründung von Privatunternehmen ermöglicht. Am 1. März 1990 erließ die Regierung Modrow eine Verordnung zur Wiedergründung von Industrie- und Handelskammern in den Bezirken der DDR; am 23. April 1990 konstituierte sich wieder eine „Industrie- und Handelskammer Ostthüringen zu Gera“ im Haus der DSF am Geraer Markt.

### Bundesrepublik
Durch den Einigungsvertrag erhielt das bundesdeutsche IHK-Gesetz von 1956 auch für die Kammern der ehemaligen DDR Gültigkeit. Die ehemals zum Bezirk Leipzig gehörenden Kreise Altenburg und Schmölln kamen mit der Wiederherstellung der Länder wieder zum Land Thüringen und somit zum Zuständigkeitsbereich der IHK Ostthüringen. Zum Jahresende 1990 hatte die IHK Ostthüringen bereits 12.311 Mitglieder. Am 23. April 1993 wurde das sanierte IHK-Verwaltungsgebäudes in der Humboldtstraße 19 (ehemalige HO-Bezirksdirektion) eingeweiht. Seit den 1990er Jahren nutzt die IHK einen Komplex in der Gaswerkstraße, wo sie zunächst am 28. Februar 1996 ein eigenes IHK-Bildungszentrums Gera und am 2. März 1999 ihr neues Verwaltungsgebäude einweihte.

## Präsidenten
Handelskammer zu Gera:
- 1849–1862: Carl Christoph Nürmberger
- 1863–1882: Alfred Weber
- (1883): Wilhelm Meyer
- 1888–1889: Hermann Luboldt
- 1890–1923: Hermann Weber

Ostthüringische Industrie- und Handelskammer:
- 1923–1930: Rudolf Sonntag
- 1930–1933: Erich Weber
- 1933–1934: August Zahles
- ab 1934: Alfred Schütz

Industrie- und Handelskammer (ab 1983: Handels- und Gewerbekammer) des Bezirkes Gera:
- Karl Körner
- bis 1967: Kurt Treetz
- ab 1967: Elisabeth Suske
- ab 1988: Ingrid Vollhardt

Industrie- und Handelskammer Ostthüringen zu Gera:
- Horst Steinmann
- 1991–1993: Florian J. Hoffmann
- 1993–1995: Ulrich Große
- 1995–1996: Günter Schmidt (kommissarisch)
- 1996–2002: Lothar Späth
- 2003–2008: Franz von Falkenhausen
- 2008–2010: Hans B. Bauerfeind
- 2011–2015: Albrecht Pitschel
- seit 2015: Ralf-Uwe Bauer